# لایسانا لیکوسوا
لایسانا لیکوسوا (انگلیسی: Laisana Likuceva؛ زادهٔ ۳ فوریهٔ ۱۹۹۹) بازیکن راگبی ۷ نفره زن اهل فیجی است.
وی در مسابقات کشوری و بین‌المللی در مجموع برندهٔ ۱ مدال برنز شده‌است.